# Heliophilum
Heliophilum è un genere di batterio appartenente alla famiglia delle Heliobacteriaceae.